# Acalypha lepidopagensis
Acalypha lepidopagensis é uma espécie de flor do gênero Acalypha, pertencente à família Euphorbiaceae.